# Januari 2013
Dit artikel geeft een chronologisch overzicht van de belangrijkste gebeurtenissen per dag van de maand januari in het jaar 2013.

## Gebeurtenissen

### 1 januari
- In extremis stemt het Amerikaanse Huis van Afgevaardigden in met het akkoord dat eerder al door de Amerikaanse Senaat was goedgekeurd om de begrotingsafgrond tijdelijk af te wenden.
- Na een vuurwerkshow in Abidjan, de belangrijkste stad van Ivoorkust, komen bij een massaal gedrang in de buurt van het Stade Félix Houphouët-Boigny minstens 60 toeschouwers om het leven.
- Argentinië, Australië, Luxemburg, Rwanda en Zuid-Korea worden voor twee jaar lid van de Veiligheidsraad van de Verenigde Naties.
- Ierland neemt het voorzitterschap van de Europese Unie over.[1]
- Een 42-jarige vrouw rijdt in Raard in op een menigte waarbij 17 mensen gewond raken. Drie van hen zijn zwaargewond en een van hen overlijdt later aan zijn verwondingen.[2]
- In de Angolese hoofdstad Luanda komen zestien mensen om nadat paniek uitbreekt tijdens een godsdienstige nieuwjaarswake.

### 2 januari
- Astronomen van de Europese Zuidelijke Sterrenwacht nemen voor het eerst de geboorte van een planeet waar, op 450 lichtjaren van de Aarde.
- Bij een luchtaanval van het Syrische leger op een buitenwijk van de hoofdstad Damascus komen minstens 30 mensen om het leven. De opstandelingen vallen ondertussen het militair vliegveld in Taftanaz in de provincie Idlib aan.
- Vijf mensen, van wie drie tieners, komen om bij een brand in een appartementsgebouw in de Franse gemeente Gennevilliers.

### 3 januari
- Het 113e Amerikaans Congres wordt ingezworen. John Boehner wordt herverkozen als voorzitter van het Huis van Afgevaardigden. Negentien procent van de verkozenen (101 van de 535 zetels) zijn vrouwen, wat het hoogste aantal ooit is.
- Een autobom in het Iraakse Moessayeb, 60 km ten zuiden van de hoofdstad Bagdad, doodt minstens 19 sjiitische pelgrims.
- Minstens 300 mensen komen om in het Syrische gouvernement Idlib bij de strijd om de militaire luchthaven Taftanas die de dag ervoor begon.

### 4 januari
- De Zwitserse bank Wegelin & Co., de oudste bank (opgericht in 1741) van het land, verklaart zich voor een rechtbank in New York schuldig aan belastingontduiking. De bank krijgt een geldstraf van 44,4 miljoen euro en zal ophouden te bestaan.

### 5 januari
- In het zuiden van Somalië vallen minstens negentien doden bij gevechten tussen het regeringsleger en Al-Shabaabmilities.
- De presidenten van Soedan en Zuid-Soedan, Omar al-Bashir en Salva Kiir Mayardit, komen samen in de Ethiopische hoofdstad Addis Abeba en bereiken een akkoord over de beveiliging van het grensgebied tussen de twee landen in verband met olietransport door pijplijnen in dit gebied.
- Bij een gijzeling in Aurora in de Amerikaanse staat Colorado komen vier mensen, onder wie de gijzelnemer, om het leven.
- Duizenden mensen zijn op de vlucht voor bosbranden op het Australische eiland Tasmanië.

### 6 januari
- De Syrische president Bashar al-Assad geeft zijn eerste toespraak sinds juni met de bedoeling een oplossing voor het conflict in zijn land te bieden. De internationale gemeenschap reageert afwijzend.
- Kerstmis volgens de Armeens-Apostolische Kerk.

### 7 januari
- De Argentijnse voetballer Lionel Messi wint voor de vierde keer op rij de FIFA Ballon d'Or.
- De Japanse openbare omroep NHK en het Amerikaanse Discovery Channel geven beelden vrij van een primeur. In juli van 2012 is een cameraploeg erin geslaagd om de reuzeninktvis te filmen in zijn natuurlijke habitat, in de Grote Oceaan bij de Bonin-eilanden.
- Kerstmis volgens de oosters-orthodoxe kerken.

### 8 januari
- Het Belgisch-Nederlandse duo Iljo Keisse en Niki Terpstra wint de Zesdaagse van Rotterdam.
- Een Amerikaans onbemand vliegtuig doodt acht vermoedelijke leden van Al Qaida in het noordwesten van Pakistan.
- De planetoïde Apophis scheert langs de Aarde.

### 9 januari
- 48 Iraanse gijzelaars, die sinds augustus 2012 werden vastgehouden door Syrische rebellen, worden vrijgelaten in ruil voor 2130 gevangenen van de Syrische overheid.
- Bij stammengeweld in het zuidoosten van Kenia worden acht mensen gedood.

### 10 januari
- Bij een reeks aanslagen in Pakistan komen volgens schattingen minstens 114 mensen om. Bij aanslagen op de markt en een biljartzaal in de stad Quetta, de hoofdstad van de provincie Beloetsjistan, komen minstens 93 mensen om het leven. In Mingora, in de Swatvallei in het noorden van het land, vinden 21 mensen de dood.
- In Parijs worden in de lokalen van de Koerdische gemeenschap de lichamen van drie Koerdische vrouwen gevonden. Zij werden alle drie neergeschoten. Een van de slachtoffers is Sakine Cansiz, een stichtend lid van de Koerdische Arbeidspartij PKK.
- In Nederland leggen de 477 aanwezigen op de nieuwjaarsreceptie van de koepel van onafhankelijk financieel adviseurs voor het eerst de bankierseed af in aanwezigheid van minister Dijsselbloem.

### 11 januari
- Het Malinese staatsleger herovert Konna op de islamistische rebellen.
- In Libreville (Gabon) komen de strijdende partijen van de Centraal-Afrikaanse Republiek tot een akkoord. François Bozizé blijft president en er komt voor twaalf maanden een regering van nationale eenheid. Tijdens die twaalf maanden zullen parlementsverkiezingen georganiseerd worden.
- Frankrijk grijpt militair in in Mali om AQIM, dat machtig is in het zelfverklaard onafhankelijke noordelijke gebied Azawad, te bestrijden.
- Koning Abdoellah van Saoedi-Arabië benoemt voor het eerst vrouwen in de Majlis al-Shura, het raadgevend parlement.
- De inwoners van Tsjechië trekken voor het eerst naar de stembus om zelf rechtstreeks een president te kiezen.
- Bij een aardverschuiving in Gaopo, een dorp in de Chinese provincie Yunnan, komen minstens 44 mensen om.

### 12 januari
- In Bulo Marer (Somalië) komen acht Somalische burgers, een Franse soldaat en zeventien Al-Shabaab-rebellen om bij een mislukte Franse bevrijding van een gegijzelde spion.
- Bij gevechten rond de Centraal-Malinese stad Konna komen tien burgers, elf Malinese soldaten en een Franse officier om het leven.
- In Tsjechië wint de sociaaldemocratische voormalige eerste minister Miloš Zeman de eerste ronde van de presidentsverkiezingen. Tweede wordt Karel Schwarzenberg, de minister van Buitenlandse Zaken.
- Bij een busongeval in het district Doti in Nepal, waarbij een bus in een ravijn terechtkomt, vallen dertig doden.

### 13 januari
- Bij een tegenoffensief nemen de islamistische rebellen in Mali de stad Diabaly in het centrum van het land in.
- In Nigeria slagen de veiligheidstroepen erin om Mohammed Zangina, een van de leiders van de extremistische groepering Boko Haram, gevangen te nemen.
- Tegen de wil van de Georgische president Micheil Saakasjvili werden bijna tweehonderd gevangenen vrijgelaten, als onderdeel van een amnestie voor ruim drieduizend gevangenen. Dit was een van de eerste besluiten van het nieuw verkozen parlement van Georgië na de parlementsverkiezingen van oktober 2012 waarin de Verenigde Nationale Beweging van Saakasjvili de macht verloor aan Georgische Droom. Deze partij stelde dat het om politieke gevangenen ging.
- Veertien Pakistaanse soldaten komen om bij de ontploffing van een bermbom in Noord-Waziristan.

### 14 januari
- Frankrijk krijgt van de Verenigde Naties "buitengewone" steun voor het ingrijpen in het conflict in Mali.
- Een groep van 57 landen vraagt in een brief aan de Veiligheidsraad van de Verenigde Naties dat het Internationaal Strafhof een onderzoek opent naar oorlogsmisdaden in Syrië.

### 15 januari
- De senaat van de staat New York en de gouverneur, Andrew Cuomo, stemmen in met een verscherping van de wapenwetten. New York krijgt de strengste wapenwet van de Verenigde Staten.
- Bij een dubbele aanslag op de universiteit van Aleppo (Syrië) vallen 82 doden en meer dan 160 gewonden.
- De regering-Di Rupo geeft toestemming voor Belgische logistieke steun aan de Franse militaire interventie in Mali. België zet manschappen, twee helikopters en twee C-130-transportvliegtuigen in.
- Het hoogste gerechtshof van Pakistan beveelt de aanhouding van de eerste minister Raja Pervez Ashraf en vijftien anderen omwille van corruptie.
- Nabij Gizeh in Egypte komen bij een ongeval met een trein met 1.300 dienstplichtigen aan boord negentien mensen om het leven en raken meer dan honderd anderen gewond.
- De Wikimedia Foundation opent het nieuwe project Wikivoyage, een vrije reisgids die net als Wikipedia wordt geschreven door vrijwilligers.
- Bij een kettingbotsing in Zweden op de E4 ten noorden van Åstorp komen minstens drie mensen om het leven.

### 16 januari
- De Japanse luchtvaartmaatschappijen All Nippon Airways (ANA) en Japan Airlines (JAL) houden hun Boeing 787-toestellen (de Dreamliner) voorlopig aan de grond, na vijf incidenten met dit type vliegtuig binnen een week. Een dag later nemen de luchtvaartautoriteiten in de Verenigde Staten en Europa een soortgelijke maatregel.
- Islamistische terroristen van Al Qaida in de Islamitische Maghreb vallen een gasveld bij het Algerijnse In Aménas aan. Twee mensen komen daarbij om en een veertigtal buitenlanders wordt gegijzeld.
- Verschillende aanslagen in Irak kosten het leven aan minstens 27 mensen. De zwaarste aanslag vindt plaats in Kirkoek, bij het kantoor van de Koerdische Democratische Partij.
- In Diabaly zijn er voor het eerst gevechten tussen de Franse troepen en islamistische rebellen sinds de aankomst in Mali van Franse militairen.
- Het Syrische leger begint een nieuw offensief in de noordelijke stad Aleppo.
- Vierentwintig mensen komen in de Syrische stad Idlib om het leven bij een reeks aanslagen met bomauto's.
- In het centrum van Londen vliegt een helikopter tegen een bouwkraan op het dak van een vijftig verdiepingen tellend flatgebouw, waarna hij brandend neerstort bij Vauxhall Station. Er vallen twee doden.
- In de Egyptische havenstad Alexandrië stort een flatgebouw in. Minstens zeventien mensen komen daarbij om.

### 17 januari
- De Russische asielzoeker Aleksandr Dolmatov pleegt zelfmoord in zijn cel in een detentiecentrum in Rotterdam.
- De operatie van het Algerijnse leger om een einde te maken aan de gijzeling bij het gasveld van In Amenas zorgt ervoor dat meer dan zevenhonderd gegijzelden kunnen ontkomen, maar leidt ook tot de dood van minstens 12 gegijzelden en 18 gijzelnemers. Slechts een deel van de site kan worden bevrijd.
- De ministers van Buitenlandse Zaken van de Europese Unie geven de toestemming aan EUTM Mali, een missie om het Malinese leger op te leiden en te hervormen.
- De Fyra wordt uit de dienstregeling genomen, omdat het plaatwerk onder de hogesnelheidstreinen is beschadigd door grote ijsbrokken. Een dag later krijgt de trein een rijverbod in België.
- Lance Armstrong geeft in een interview met Oprah Winfrey toe dat hij jarenlang doping heeft gebruikt tijdens zijn carrière als wielrenner.
- Bij een nieuwe reeks aanslagen op de sjiitische gemeenschap in Irak vallen minstens 29 doden en 120 gewonden. De zwaarste aanslagen vinden plaats in Dujail en Hilla.

### 18 januari
- Officiële bronnen melden dat de overstromingen in de Indonesische hoofdstad Jakarta, die begonnen zijn op 15 januari, al elf slachtoffers hebben gemaakt. Meer dan 18.000 mensen zijn uit hun woningen geëvacueerd.
- In Costa Rica begint de twaalfde editie van de Copa Centroamericana, het voetbalkampioenschap van Midden-Amerika.

### 19 januari
- In Genève komen 140 landen tot een akkoord over een internationale conventie die het industriële gebruik en de uitstoot van kwik moet verminderen. Zie ook: Minamataziekte.
- De gijzeling op het gasveld van In Amenas (Algerije) is beëindigd. Het Algerijnse leger bestormt de site en doodt elf terroristen, die eerder de laatste zeven gegijzelden hadden omgebracht. De hele operatie kost het leven aan 55 mensen, van wie 23 gegijzelden.
- De Fransman Stéphane Peterhansel wint voor de elfde keer de Dakar-rally. Hij wint de 34e editie in een Mini. Bij de motoren is de overwinning voor zijn landgenoot Cyril Despres.
- De Malinese steden Konna en Diabaly worden heroverd op de islamistische rebellen.
- De Bulgaarse politicus Ahmed Dogan overleeft een aanslag op zijn leven. De dader beweert later dat hij nooit de bedoeling had om Dogan te vermoorden, maar dat hij wou aantonen dat Dogan niet onaantastbaar is.

### 20 januari
- De Amerikaanse president Barack Obama legt in de "Blue Room" van het Witte Huis de eed af voor zijn tweede ambtstermijn.
- Bij aanvallen met Amerikaanse drones in Jemen worden negen opstandelingen gedood die vermoedelijk banden hadden met Al Qaida.
- Het Algerijnse leger vindt in het gascomplex van In Amenas 25 lichamen, vermoedelijk van gegijzelden. De Minister van Communicatie Mohamed Said meldt dat het dodental van de gijzeling nog kan oplopen.
- Bijna 60 % van de Oostenrijkers spreekt zich in een referendum uit voor het behoud van de dienstplicht.
- Mark Selby, 's werelds nummer 1 in het snooker, wint voor de derde maal de Masters.
- Verkiezing voor de Landdag van Nedersaksen (Duitsland).

### 21 januari
- De Nederlandse minister van Financiën Jeroen Dijsselbloem wordt gekozen tot voorzitter van de Eurogroep. Hij volgt de Luxemburger Jean-Claude Juncker op.
- Bij een zelfmoordaanslag met een autobom in het Syrische Salamiyah komen minstens 30 mensen om het leven.
- Het dodental van de overstromingen in de Indonesische hoofdstad Jakarta komt op 26. Meer dan 100.000 mensen hebben hun woningen al moeten ontvluchten.
- Bij een aanslag van de Taliban in de Afghaanse hoofdstad Kabul vallen acht doden: vijf leden van een zelfmoordcommando en drie politieagenten.
- Bij een busongeval in Bolivia waarbij een bus in een ravijn terechtkomt, vallen tien doden en 26 gewonden.
- Bij een poging tot een staatsgreep door Eritrese militairen wordt het Ministerie van Informatie bezet.
- In de Zuid-Afrikaanse stad Sasolburg vinden hevige protesten plaats tegen een mogelijke samenvoeging van de gemeenten Metsimaholo en Ngwathe.

### 22 januari
- De Europese Unie maakt 20 miljoen euro vrij voor hulp aan Mali. Het geld zal gebruikt worden om ondervoeding bij kinderen te bestrijden en om vluchtelingen in de buurlanden te helpen.
- Aanslagen in en rond Bagdad (Irak) kosten het leven aan minstens zestien mensen.
- Op het Sierra Leonetribunaal in Leidschendam start het hoger beroep tegen Charles Taylor, de voormalige president van Liberia.
- Door de Israëlische parlementsverkiezingen raakt de regering Netanyahu II haar meerderheid in de Knesset kwijt. Nieuwkomer Yesh Atid ('Er is een Toekomst') krijgt verrassend negentien zetels.

### 23 januari
- In Jordanië worden de eerste parlementsverkiezingen sinds de Arabische Lente gewonnen door stammencoalities en conservatieve onafhankelijke kandidaten. De verkiezingen worden geboycot door het Moslimbroederschap, dat spreekt van onregelmatigheden.
- De Sloveense regering komt ten val nadat de Burgerlijst, een van de coalitiepartners, zijn steun aan de regering van minister-president Janez Janša opzegt in verband met een corruptieschandaal.
- De Marokkaanse regering schrapt een omstreden wet die zegt dat een verkrachter aan zijn straf kan ontkomen door met zijn slachtoffer te trouwen.
- Bij een zelfmoordaanslag tijdens een uitvaart in een sjiitische moskee in Tuz Khurmatu (Irak) vallen minstens 42 doden en 75 gewonden.
- De Congolees Dieumerci Mbokani wint de Gouden Schoen 2012, de belangrijkste onderscheiding die een voetballer in de Belgische competitie kan krijgen. Hij is na Aruna Dindane en Mbark Boussoufa de derde Afrikaan die deze prijs in ontvangst mag nemen.

### 24 januari
- De Amerikaan David Headley wordt door een rechtbank in Chicago veroordeeld tot een gevangenisstraf van 35 jaar voor zijn rol in de aanslagen in Mumbai op 26 november 2008.
- Zeventien mensen komen om en meer dan 30 mensen raken gewond bij een frontale botsing tussen twee bussen bij het Boliviaanse dorp Taperas.
- Het Turkse parlement keurt een wet goed die het gebruik van Koerdisch toelaat in de rechtszaal.
- Het Amerikaanse leger heft de ban op die vrouwen uitsluit van deelname aan gevechten.
- Op een bijzondere ondernemingsraad in Flémalle maakt ArcelorMittal bekend dat het verschillende koude lijnen in de provincie Luik zal sluiten. 1.300 mensen zullen daarbij hun werk verliezen.

### 25 januari
- De Australische staat Queensland wordt getroffen door de tropische cycloon Oswald die massale vernieling aanbrengt en zorgt voor overstromingen.
- Een verkeersongeval in Haïti, waarbij een vrachtwagen met passagiers in een ravijn stort, eist 22 mensenlevens.
- Bij een gevangenisopstand in Uribana, in de Venezolaanse deelstaat Lara vallen minstens 58 doden en 120 gewonden.
- Bij betogingen tegen de nieuwe islamitische regering in Egypte komt het tot gewelddadige confrontaties tussen demonstranten en politie. Tien mensen komen daarbij om en meer dan 350 mensen raken gewond.
- Lufthansa maakt bekend dat in de komende twee jaar bij Lufthansa-Technik 650 banen zullen verdwijnen.
- In de West-Iraakse stad Falluja schiet het leger bij een protestactie vijf demonstranten dood. De soennitische demonstranten eisen een wijziging van wetten die volgens hen gebruikt worden om hen te discrimineren.
- Het Russische ministerie van Binnenlandse Zaken maakt bekend dat in 2012 bij antiterreuroperaties in de Noord-Kaukasus ongeveer 700 mensen zijn omgekomen, van wie bijna 100 burgers.

### 26 januari
- De Wit-Russische Viktoryja Azarenka wint voor de tweede maal op rij de Australian Open bij de vrouwen.
- Een Egyptische rechtbank veroordeelt 21 beklaagden die terechtstaan voor hun rol in de Port Said-stadionramp, waarbij in februari 2012 74 mensen om het leven kwamen, tot de dood. De uitspraak leidt tot rellen in de havenstad Port Said, waarbij 31 doden vallen. In drie Egyptische steden wordt de noodtoestand afgekondigd en een avondklok ingesteld.
- Bij luchtaanvallen van het Syrische leger op de steden Manjib, Al-Bab en Azaz vallen minstens 23 doden.
- Franse en Malinese troepen heroveren de stad Gao en zijn luchthaven. Gao is een van de belangrijkste steden van Noord-Mali en een bastion van de islamistische AQIM.
- Kathleen Wynne wordt verkozen tot partijleider van de regerende Ontario Liberal Party. Wynne wordt zo de eerste vrouwelijke premier van de Canadese provincie Ontario en de eerste openlijk homoseksuele premier in de Canadese geschiedenis.
- Bij een zelfmoordaanslag in de stad Kunduz in het noordoosten van Afghanistan komen minstens tien politieagenten om. In de stad Ghazni vallen twee doden bij een aanslag met een fietsbom.
- Miloš Zeman wint de presidentsverkiezingen in Tsjechië met iets meer dan 55% van de stemmen.

### 27 januari
- Bij een brand in een nachtclub in de Braziliaanse stad Santa Maria komen meer dan tweehonderd mensen om het leven en raken er evenzoveel gewond. Het is de grootste brand in Brazilië sinds 1961. Presidente Dilma Rousseff kondigt drie dagen van nationale rouw af.
- De Egyptische president Mohamed Morsi roept de noodtoestand uit voor de steden Suez, Port Said en Ismaïlia naar aanleiding van de dodelijke rellen van de voorbije twee dagen. Er wordt ook een avondklok ingesteld.
- Een aardverschuiving in het Indonesische Maninjau eist minstens elf mensenlevens.
- Een aardverschuiving in de stad Şırnak in het zuidwesten van Turkije kost het leven aan minstens zeven mensen.
- De handballers van Spanje veroveren voor de tweede keer in de geschiedenis de wereldtitel. In de finale gespeeld in het Palau Sant Jordi in Barcelona wint de thuisploeg met 35-19 van Denemarken.
- Bij een busongeval in Centraal-Portugal, waarbij een bus in een ravijn terechtkomt, overlijden 10 personen en raken 33 mensen gewond.
- In Afghanistan komen in totaal 18 politieagenten om het leven bij een aanslag in de provincie Kandahar en een tweede in Kunduz. De aanslagen worden opgeëist door de taliban.
- Meerdere landen schelden in totaal zo'n 4,5 miljard euro buitenlandse schulden kwijt aan Myanmar. Het land kan zo makkelijker om hulp vragen aan de Wereldbank en de Aziatische Ontwikkelingsbank.
- In de Filipijnse provincie Negros Occidental worden negen mensen gedood, vermoedelijk door communistische rebellen van New People's Army.
- De Serviër Novak Đoković wint zijn derde Australian Open op rij. Hij verslaat in de finale de Brit Andy Murray in vier sets: 6-7, 7-6, 6-3 en 6-2.
- Costa Rica wint de twaalfde editie van de Copa Centroamericana, het voetbalkampioenschap van Midden-Amerika. In de finale is de ploeg met 1-0 te sterk voor Honduras.

### 28 januari
- Beatrix, regerend Koningin der Nederlanden, maakt bekend dat ze op 30 april 2013 zal aftreden en het koningschap overdraagt aan haar zoon prins Willem-Alexander van Oranje-Nassau.
- De Stichting Praemium Erasmianum maakt bekend dat de Erasmusprijs 2013 gaat naar de Duitse geleerde Jürgen Habermas.
- Een Amerikaans F 16-jachtvliegtuig stort neer in de Adriatische Zee.
- Volgens een rechter is er voldoende bewijs om José Efraín Ríos Montt, de oud-president van Guatemala, te berechten wegens genocide en misdaden tegen de menselijkheid.
- Na kritiek van enkele ouders over de hulpverlening besluit de Zwitserse politie de beelden van het busongeval in Sierre, waarbij 28 doden vielen, vrij te geven. De beelden worden online gezet op de website van de krant Nouvelliste.
- Franse en Malinese troepen hebben de historische UNESCO-stad Timboektoe onder controle. Ook de luchthaven is in handen van de interventietroepen. De vluchtende islamistische troepen steken de bibliotheek met de historisch belangrijke Manuscripten van Timboektoe in brand.
- Na zware overstromingen en aardverschuivingen wordt op drie plaatsen in Mahé, het grootste eiland van de Seychellen, de noodtoestand uitgeroepen. De Seychelse president James Michel lanceert een internationale oproep tot noodhulp.

### 29 januari
- De Amerikaanse Senaat keurt met een grote meerderheid de benoeming van John Kerry als nieuwe minister van Buitenlandse Zaken goed. Kerry volgt op 1 februari Hillary Clinton op.
- Een rechter in New Orleans keurt de regeling van 4 miljard dollar voorgesteld door de Britse oliemaatschappij BP goed. BP betaalt deze boete voor zijn betrokkenheid bij de olieramp in de Golf van Mexico in 2010 ontstaan door een explosie op het boorplatform Deepwater Horizon.
- Bij een zelfmoordaanslag voor het kantoor van de Somalische premier in de hoofdstad Mogadishu komen minstens twee personen om het leven. De aanslag wordt opgeëist door de rebellen van Al-Shabaab.
- Na de bevrijding van de stad Timboektoe de dag ervoor, komt het tot plunderingen gericht tegen Arabieren, die ervan worden beschuldigd terroristen te zijn die meeheulden met de islamisten.
- het Hoog Commissariaat voor de Vluchtelingen maakt bekend dat het aantal Syrische vluchtelingen die op de loop zijn voor de Syrische Burgeroorlog stijgt tot boven de 700.000.
- In de Noord-Syrische stad Aleppo worden de lichamen gevonden van minstens 108 mannen van tussen de 20 en 30 jaar oud. De meeste mannen zijn gehandboeid en zijn allen door het hoofd geschoten.
- In Kazachstan komen bij de crash van een Bombardier CRJ200-passagiersvliegtuig van de luchtvaartmaatschappij Scat Air alle 21 inzittenden om. Het toestel stortte neer bij dichte mist bij het naderen

### 30 januari
- Franse en Malinese troepen heroveren de stad Kidal, waarmee de islamistische opstandelingen uit alle steden verdreven zijn, en zich hebben teruggetrokken naar het bergachtige gebied langs de grens met Algerije. Frankrijk maakt bekend zich binnenkort uit Mali terug te trekken ten gunste van een gezamenlijke troepenmacht van enkele Afrikaanse landen.
- Israël voert een luchtaanval uit boven Syrië. Doel is kennelijk een transport van wapens naar Hezbollah.
- Een meisje van 15 wordt neergeschoten bij een schietpartij op een speeltuin in de Amerikaanse stad Chicago. Bij een andere schietpartij, in de staat Alabama, wordt een buschauffeur gedood en een jongen van vijf gegijzeld. In de stad Phoenix in de staat Arizona ten slotte komt een persoon om bij een schietpartij op een kantoor.
- Twee mensen komen om bij een tornado in de Amerikaanse staat Georgia.
- Een verantwoordelijke van de Universiteit van Kaapstad verklaart dat meer dan 90 % van de manuscripten van Timboektoe gered is nadat de vluchtende islamisten dinsdag de bibliotheek van Timboektoe hadden in brand gestoken.
- In de buurt van het Tahrirplein in de Egyptische hoofdstad Caïro worden bij gevechten tussen het leger en betogers twee mannen gedood.
- De Diane 35-anticonceptiepil van Bayer wordt in Frankrijk uit de handel genomen. Sinds 1987 zouden vier mensen overleden zijn door een veneuze trombose die gelinkt wordt aan de pil.
- Zuid-Korea lanceert voor het eerst een eigen satelliet met een eigen draagraket. Zuid-Korea is het dertiende land dat een kunstmaan in een baan rond de aarde kan brengen met een eigen draagraket.

### 31 januari
- In Armenië wordt Paruir Airikian, een van de acht kandidaten voor de presidentsverkiezingen, in de hoofdstad Jerevan neergeschoten.
- De Amerikaanse Senaat stemt in met een tijdelijke verhoging van het schuldenplafond van de Amerikaanse overheid, waardoor deze tot 19 mei kan doorgaan met het lenen van geld.
- Een mensenrechtencommissie van de Verenigde Naties verklaart dat het nederzettingenbeleid van Israël, waarbij woonzones worden gebouwd in onrechtmatig bezette gebieden, een schending zijn van de mensenrechten van de Palestijnen en het Palestijnse zelfbeschikkingsrecht.
- Dioncounda Traoré, de interim-president van Mali, verklaart dat hij openstaat voor gesprekken met de MNLA, de rebellenbeweging van Toearegs die strijdt voor een onafhankelijk Azawad.
- Bij een treinbotsing in de buurt van Pretoria (Zuid-Afrika) tijdens de ochtendspits vallen minstens 300 gewonden.
- Bij een explosie in de wolkenkrabber Torre Ejecutiva Pemex, het hoofdkantoor van het Mexicaanse staatsoliebedrijf Petróleos Mexicanos, vallen 36 doden en meer dan 120 gewonden.

## Overleden
<< · januari · februari · maart · april · mei · juni · juli · augustus · september · oktober · november · december · >>